# Myrddin Wyllt
Myrddin Wyllt (Myrddin Emrys, Merlinus Caledonensis vagy Merlin Sylvestris) legendás walesi költő, a 6. században élt négy nagy bárd (Taliesin, Aneirin, Llywarch Hen, Myrddyn) egyike. Személye alapjául szolgált a legendákban szereplő Merlin mágus alakjának létrejöttéhez.

## Élete
Legendája szerint részt vett az arfderyddi csatában, az Annales Cambriae szerint 573-ban. A bretonok vereséget szenvedtek a szászoktól, elesett többek között Myrddin Wyllt hűbérura, Gwendolau is. Myrddin Wyllt a vereség fölött érzett bánatában az erdőbe vonult, és megőrült.

## Legendája
Számos legendában szerepel; ezek egyik legfőbb témája a bretonoknak a szászok ellen vívott harca. A hagyományban Myrddin Wyllt egy személyben őrült, költő és druida, tehát olyan látnok is, aki ismeri a jövőt. Mint látnoknak és druidának mágikus hatalma is van, így lett az Artúr-mondakörben Merlin a varázsló.
Általában olyan erdei embernek ábrázolják, aki tébolyultan bolyong a rengetegben az elveszett dicsőséget és az elesett hősöket siratva. Neve a Caerfryddin helynév második tagjából származik (fryddyn + moridunon, tengeri erődítmény). Költeményekben LLallawc, illetve Llallogan Vyrdin néven is szerepel. 

## Életműve
Myrddin Wyllt sok költemény szerzőjének tartották. Ezek nagy része a Black Book of Carmarthen és a Red Book of Hergest című kéziratban marad fenn. Mivel ezek a 10-11. század körül keletkeztek, verseik szerzője semmiképp sem lehet Myrddin Wyllt. A legtöbb vers prófécia (e műfaj Walesben egészen a 15. századig igen népszerű volt). Általában 8, esetleg 12 sorosak, néha belső rímet, illetve alliterációt alkalmaznak. 

## Alakja a művészetekben
Irodalmi alakként először Geoffrey of Monmouth: Historia Regum Britanniae című munkájában jelent meg 1135 körül egy Ambrosius nevű, Artúr király udvarához tartozó gyermekként. A történet Nennius 800 körül írt, Historia Britonum című munkájának egy epizódjára épül: ebben ahol a gyermek Vortigern breton király tanácsadója volt. Geoffrey of Monmouth Vita Merlini című művében Ambrosius/Merlinus már a korai walesi költeményekből ismert erdei ember, jós. 
Alakja állandó szereplőként átkerült az Arthur-mondakörbe is. Személyéhez számos nem kelta eredetű történeti és legendás vonást kapcsoltak, de eredeti kelta jegyeit mindvégig megtartotta. Népi hőssé válását bizonyítja az a 16 lapos mű, amit állítólag François Rabelais írt 1532-ben: Grandes et inestimables chroniques du grand et énorme géant Gargantua contenant… les merveilleux faits d'armes qu'il fit pour le roi Arthur, franciául: A nagy és hatalmas Gargantua óriás nagy és felbecsülhetetlen krónikája, amely tartalmazza… Arthur király számára végzett csodálatos fegyvertényeit, és amelyben Arthur és Gargantua mellett jelentős szerepet játszik.

### Irodalmi továbbélése
- Mark Twain: Egy jenki Arthur király udvarában
- T. H. White: Üdv néked, Arthur, nagy király
- T. H. White: Merlin könyve
- J. K. Rowling: Harry Potter-sorozat